# Johann Werner Detering
Johann Werner Detering (* 8. Juli 1808 in Bramsche; † 12. Juli 1876 in Inselbad bei Paderborn) war ein deutscher Jurist und Politiker.

## Leben
Als Sohn eines Kaufmanns geboren, studierte Detering nach dem Besuch des Ratsgymnasiums Osnabrück Rechtswissenschaften in Halle, Jena und Göttingen. Während seines Studiums wurde er 1829 Mitglied der Halleschen Burschenschaft und 1830 der Jenaischen Burschenschaft, der späteren Burschenschaft Arminia Jena. Nach seinem Studium wurde er 1835 Advokat in Bramsche und 1837 in Osnabrück. 1848 wurde er in das Hannoversche Ministerium berufen. Im selben Jahr trat er, politisch der extremen Linken nahestehend, als führendes Mitglied eines radikal-republikanischen Volksvereins in Osnabrück in Erscheinung. Seine politischen Ansichten verbreitete er auch als Redakteur zusammen mit Carl Rosenthal in der Osnabrücker Zeitung an und für jedermann. Er war Abgeordneter des Frankfurter Vorparlaments und wurde 1849 als äußerster Linker für Celle Abgeordneter der Zweiten Kammer des Hannoverschen Landtags. 1850 wurde er Bürgervorsteher in Osnabrück, 1851 königlicher Notar und 1853 wurde er als rechtskundiger Senator in den Magistrat berufen. 1869 wurde er als Stadtsyndikus Bürgermeister-Stellvertreter, von 1870 bis 1876 amtierte er als kommissarischer Bürgermeister in Nachfolge von Oberbürgermeister Johannes von Miquel. Daneben war er Präsident des Klubs der Harmonie.